# Амурская морская звезда
Амурская морская звезда (лат. Asterias amurensis) — вид морских звезд из отряда Forcipulatida.

## Описание

### Внешний вид
Имеет пять лучей, спинная сторона выпуклая, её цвет синий, сиреневый или красноватый, брюшная сторона плоская, бледно-жёлтая. Диаметр до 30 см.

### Распространение
Населяет северную часть Тихого океана. В российских водах многочисленна в Японском море, Татарском проливе, у берегов южной части Сахалина и на юге Курильской гряды. Населяет глубины от 50—60 метров до прибрежной полосы.

### Питание
Кормится двустворчатыми моллюсками (мидиями, морскими гребешками).

### Размножение
Нерестится два раза в год — в мае—июне и августе—сентябре. Одна особь вымётывает в среднем 12 миллионов икринок, из которых развиваются двусторонне-симметричные личинки бипиннарии, а затем брахиолярии. Личинки питаются микроводорослями.

## Амурская морская звезда и человек
Обладает ядовитыми свойствами и способна вызвать отравление при употреблении в пищу.
Вредитель марикультурных хозяйств. На стадии личинки она способна проникать в садки даже с мелкой сеткой.